# Christopher H. Cobb
Christopher H. Cobb es un historiador e hispanista británico.

## Biografía
Decano de la Facultad  de  Ciencias Humanas de Kingston University, en Londres, sería más adelante nombrado profesor emérito de dicha universidad. Fue autor de obras como La cultura y el pueblo, España 1930-1939 (Editorial Laia, 1981); o Los milicianos de la cultura (Universidad del País Vasco, 1995), sobre las Milicias de la Cultura republicanas de la guerra civil española, entre otras.